# 亚洲岩风
亚洲岩风为伞形科西风芹属的植物，其种加词“sibirica”意为“西伯利亚的”。分布于俄罗斯、中亚以及中国大陆的甘肃、陕西、新疆等地，生长于海拔1,000米至1,400米的地区，见于灌丛草地以、山坡林缘或开阔草原上。